# Tiêu Oát Lý Lạt
Tiêu Oát Lý Lạt (giản thể: 萧斡里剌; phồn thể: 蕭斡里剌) là một đại thần của Tây Liêu, có thuyết cho rằng ông chính là Erbuz trong sử sách Hồi giáo.

## Hành trạng
Tiêu Oát Lý Lạt là thân tín của Da Luật Đại Thạch, từng nhậm chức Lục viện ty đại vương vào thời Liêu Thiên Tộ. Năm 1124, ông đi theo Gia Luật Đại Thạch thoát ly Thiên Tộ, sau khi dời về phía tây đến Hiệp Mật Lập thì suy tôn Gia Luật Đại Thạch làm hoàng đế, lập nên chính quyền Tây Liêu. Ông đứng đầu trong số 49 công thần do Gia Luật Đại Thạch phong. Năm 1134, Tiêu Oát Lý Lạt được bổ nhiệm làm Binh mã Đô nguyên soái, suất quân đông chinh. Sau đó, ông theo Hoàng đế Gia Luật Đại Thạch tây chinh, đại thắng Sultan Ahmad Sanjar của đế quốc Seljuq trong trận Qatwan vào năm 1141, đồng thời thừa thắng xâm nhập Khwarezm, khiến nước này phải thần phục.
Sau khi Gia Luật Đại Thạch qua đời, Tiêu Oát Lý Đóa tiếp tục phụ tá Cảm Thiên hoàng hậu Tiêu Tháp Bất Yên, Nhân Tông Gia Luật Di Liệt, và Thừa Thiên thái hậu Gia Luật Phổ Tốc Hoàn. Trưởng tử Tiêu Đóa Lỗ Bất của ông kết hôn với Da Luật Phổ Tốc Hoàn, về sau Phổ Tốc Hoàn tư thông với con thứ của ông là Tiêu Phác Cổ Chỉ Sa Lý và giết chết Tiêu Đóa Lỗ Bất. Để báo thù cho trưởng tử, vào năm 1177, Tiêu Oát Lý Lạt suất binh bắn chết Gia Luật Phổ Tốc Hoàn và Tiêu Phác Cổ Chỉ Sa Lý, đồng thời phù trợ con thứ của Gia Luật Di Liệt là Gia Luật Trực Lỗ Cổ làm hoàng đế, trở thành nguyên lão năm triều. Ông thọ trên 90 tuổi.